# 高州市
高州市（こうしゅうし）は中華人民共和国広東省茂名市に位置する県級市。

## 歴史
535年（大同元年）、南朝梁により高州が設置された。1280年（至元17年）に元により高州が高州路と改められ、1368年（洪武元年）に明により高州府と改められた。
1959年3月20日、茂名・信宜の2県を茂名市及び高州県に改編された。1961年10月5日に信宜県が再び設置、1993年6月8日に県級市の高州市に昇格し現在に至る。

## 行政区画
下部に5街道、23鎮を管轄する
- 街道
  - 石仔嶺街道、山美街道、金山街道、潘州街道、宝光街道
- 鎮
  - 謝鶏鎮、新垌鎮、雲潭鎮、分界鎮、根子鎮、泗水鎮、鎮江鎮、沙田鎮、南塘鎮、荷花鎮、石板鎮、大井鎮、潭頭鎮、大坡鎮、平山鎮、深鎮鎮、馬貴鎮、古丁鎮、曹江鎮、荷塘鎮、石鼓鎮、東岸鎮、長坡鎮

## 出身者
- 馮盎 - 唐代の武将
- 高力士 - 唐代の宦官